# Trinidad y Tobago en los Juegos Parapanamericanos de 2023
La delegación trinitense participó en los VII Juegos Parapanamericanos que se desarrollaron en Santiago, Chile, entre los días 17 y 26 de noviembre de 2023. El abanderado durante la inauguración fue Akeem Stewart quien a su vez también fue su único representante.

## Deportistas por disciplina
| Disciplina     | Hombres | Mujeres | Total |
| -------------- | ------- | ------- | ----- |
| Para atletismo | 1       | 0       | 1     |
| Total          | 1       | 0       | 1     |

## Medallistas
| Medalla        | Deportista    | Deporte        | Evento                             | Fecha           |
| -------------- | ------------- | -------------- | ---------------------------------- | --------------- |
| Medalla de oro | Akeem Stewart | Para atletismo | Lanzamiento de disco F64 Masculino | 24 de noviembre |

## Medallas por disciplinas
| Deporte        |   |   |   |   |
| -------------- | - | - | - | - |
| Para atletismo | 1 | 0 | 0 | 1 |
| Total          | 1 | 0 | 0 | 1 |